# Vliegerskruis (India)
De Republiek India heeft met veel Britse tradities gebroken en andere bewaard. Gebleven is een vliegerskruis dat de opvolger van het Britse "Distinguished Flying Cross" mag heten. Opvallend is het lint met diagonale oranje-gouden strepen dat gelijk is aan het Engelse voorbeeld en dus ook gelijk is aan het lint van het Nederlandse Vliegerkruis.
Het mat-zilveren kruis zelf is minder rijk versierd dan het Engelse voorbeeld. Op de armen staan vier bloemkelken en in het midden het Indiase wapen; een kapiteel van een zuil met drie leeuwenkoppen.
Het kruis is met een zilveren gesp aan het lint verbonden.